# لطف‌الله صافی گلپایگانی
لطف‌الله صافی گلپایگانی (۳۰ بهمن ۱۲۹۷ – ۱۲ بهمن ۱۴۰۰) فقیه و مجتهد سنتگرای ایرانی و از مراجع تقلید شیعه دوازده امامی بود. او نزد سید حسین طباطبایی بروجردی تحصیل کرد. وی در قم اقامت داشت و در حوزه علمیه این شهر تدریس می‌کرد.

## زندگی
پدر او، محمدجواد صافی گلپایگانی (۱۲۴۹–۱۳۳۷)، از فقهای عصر خویش بود. و مادرش، فاطمه خانم، دختر مجتهدی به نام آخوند محمدعلی بود. آخوند محمدعلی، هم‌بحث میرزای شیرازی بوده‌است. علی صافی گلپایگانی برادر او بود. لطف‌الله صافی گلپایگانی همچنین داماد سید محمدرضا گلپایگانی است که بر پیکر وی نیز نماز میت اقامه کرده بود. لطف‌الله صافی از مراجع طراز اول شیعه به‌شمار می‌رود و از او به عنوان (شيخ الفقهاء)و (شیخ‌المراجع) یاد می‌شود. وی به خاطر نوشتن کتاب التعزیر؛ أنواعُه و ملحقاتُه، که یک کتاب فقهی است، برندهٔ کتاب سال جمهوری اسلامی ایران، و به خاطر نوشتن کتاب پرتوی از عظمت حسین، برندهٔ کتاب سال ولایت گردیده‌است. وی همچنین به‌دلیل نوشتن همین کتاب در سال ۱۳۸۱ به‌عنوان خادم برگزیدهٔ فرهنگ مکتوب عاشورا ازسوی وزارت ارشاد شناخته شد. او برگزیدهٔ هفتمین همایش دکترین مهدویت به‌خاطر تألیف کتاب منتخب الاثر است.

### تحصیلات
صافی گلپایگانی ابتدا در گلپایگان، کتب پایهٔ ادبیات عرب را نزد آخوند ملا ابوالقاسم آموخت و ادامه مباحث ادبیات، کلام، تفسیر، حدیث، فقه و اصول را تا پایان سطح نزد پدر فراگرفت. در سال ۱۳۶۰ قمری گلپایگان را ترک کرد و به حوزه علمیه قم رفت. وی چند سال بعد به نجف رفت و در آنجا نیز از استادان آن حوزه، برای یک سال بهره‌مند شد. پس از آن مجدداً به قم بازگشت و بیش از پانزده سال، در مجلس درس سید حسین طباطبایی بروجردی شرکت جست و نیز یکی از مشاوران ویژه و اصحاب خاص استفتاء او گشت. بروجردی، پاسخگویی به سؤالات مهم و حساسی از فقه و کلام شیعی و نیز نگارش کتابی دربارهٔ مهدویت را که منتخب الاثر نام گرفت، به لطف‌الله صافی واگذار کرد.
از اساتیدش در قم سید محمدتقی خوانساری، سید محمد حجت کوه‌کمری، سید صدرالدین صدر، سید حسین طباطبایی بروجردی و در نجف محمدکاظم شیرازی، سید جمال‌الدین گلپایگانی و محمد علی کاظمی را می‌توان نام برد.

### فعالیت سیاسی
پس از انقلاب اسلامی ایران، در سال ۱۳۵۸ به‌عنوان عضو مجلس خبرگان اول، انتخاب و در سال ۱۳۵۹ از سوی سید روح‌الله خمینی به عضویت شورای نگهبان منصوب شد و هشت سال دبیر این شورا بود.

## نظرات و دیدگاه‌ها
وی در زمرهٔ روحانیونی است که تأکید بر تفکیک جنسیّتی در جامعه و به‌ویژه در دانشگاه‌ها داشته‌است. در پاسخ به یک استفتاء وی ابراز داشته که مسئولان جمهوری اسلامی باید از مخارج غیرضروری بکاهند و هزینه‌های تفکیک جنسیتی دانشگاه‌ها را هرچه باشد تأمین کنند.
وی همچنین به معضلات اجتماعی از قبیل فقر، فساد، بیکاری و اعتیاد اعتراض نموده و به مسئولان نسبت به رفع این مشکلات هشدار داده‌است.
در اردیبهشت ۱۳۹۱ وی در پاسخ به یک استفتاء حکم ارتداد افرادی که اقدام به توهین به اهل بیت در قالب انتشار مطالب طنز حول شخصیت ائمهٔ شیعه می‌نمایند را صادر نمود. این فتوا که بدون ذکر نام صادر شده بود توسط خبرگزاری فارس به شاهین نجفی نسبت داده شد. درحالی‌که صافی بدون نام بردن از شخص خاصی این فتوا را دو هفته قبل از انتشار آهنگی رپ از شاهین نجفی به نام نقی صادر کرده بود. شاهین نجفی نیز در مصاحبه با دویچه وله به این نکته اشاره کرد.

وی بعد از بازی‌های آسیایی ۲۰۱۰، گوانگ ژو در واکنشی به اعزام ورزشکاران زن به خارج از کشور گفت: 
اعزام ورزشکاران زن مایهٔ شرمساری است و باید از آن جلوگیری کرد.
در مهرماه ۱۳۹۵، صافی گلپایگانی خواهان جلوگیری از برگزاری کنسرت در شهر قم شد، وی دلیل این درخواست را حفظ حرمت قم اعلام کرد.

### نقد یا رد عرفان
صافی گلپایگانی بر عرفان انتقاد شدید وارد می‌کند. در این زمینه او یک کتاب مستقل نیز به‌عنوان «نگرشی بر فلسفه و عرفان» نگاشته است. حتی در مواردی به عُرَفا و احوال آن‌ها طعن وارد می‌کند. وی در جلسه‌ای وقتی در صحبت‌های مجتهدی تهرانی در حضور او اشاره به نام مولوی می‌رود، مولوی را با عبارت «علیه ما علیه» یاد می‌کند و در ادامه وقتی نام حسن‌زاده آملی (عارف معاصر ایرانی) برده می‌شود همین عبارت را تکرار می‌کند. در لغت‌نامه دهخدا آمده‌است: «چون نام کسی را برند که اعمال یا عقاید نانیکو داشته‌است و نخواهند آشکارا او را نفرین و لعن کنند یا در جایی گویند که در نفرین و آفرین به کسی دودل و مردد باشند، گویند: علیه ما علیه»
وی در اظهار نظری مکاشفه که از شئون و حالات بیّن در عرفان است و بزرگان عرفان مانند بهجت و حسن‌زاده دربارهٔ تحقق آن سخن‌ها دارند را ادعا، خوابگونه و مصنوعی نامید و پیگیری این امور را ضایع کردن عمر دانست و مکاشفه واقعی را دیدن و تفکر [استدلالی] در شگفتی‌های آفرینش دانست. در همین راستا از دیرباز تا کنون بعضی از فقها و مراجع تقلید مانند وحید بهبهانی، بروجردی، سید علی سیستانی، وحید خراسانی، صافی گلپایگانی و مکارم شیرازی نیز انتقاداتی اساسی بر عرفان وارد می‌کنند و در مواردی این انتقادات به رد عرفان تعبیر می‌شود.

### دفاع از ارتباط خوب با کشورهای دنیا و حمله روزنامه کیهان
صافی گلپایگانی در آبان ۱۴۰۰ در دیدار با محمدباقر قالیباف گفت توصیه حقیر این است که باید با تمام کشورهای دنیا با عزّت و اقتدار رابطه داشته باشیم. اینکه با بسیاری از کشورها قهر باشیم صحیح نیست و به ضرر مردم عزیزمان است. شما باید با عقلانیت و تعامل سازنده، حقوق ملت را احقاق کنید… بنده بسیار نگران وضعیت اقتصادی و مشکلات مردم هستم، مردم نجیب و شریف کشور ما مستحق این وضعیت نیستند. گرانی برای مردم طاقت فرسا شده و تحمل آن برای مردم عزیزمان بسیار سخت و مشکل شده‌است.
پس از این سخنان بود که حسین شریعتمداری در روزنامه کیهان صافی را مورد سوءاستفاده دشمنان اسلام نامید و نوشت: آیت‌الله صافی به خوبی می‌دانند که ساز مخالفت با جمهوری اسلامی ایران از جانب دشمنان تابلودار اسلام و انقلاب کوک شده و با کینه‌توزی و باج‌خواهی ادامه یافته‌است… با عرض پوزش از محضر واجب‌الاحترام حضرت آیت‌الله صافی باید گفت، متأسفانه بیان نه چندان دقیق حضرت ایشان در سوءاستفاده طیف یاد شده بی‌تاثیر نبوده‌است.

## تألیفات
وی از جمله متفکران و نویسندگان شیعی است که بیش از یک‌صد اثر و ده‌ها نوشتار به زبان‌های فارسی و عربی تألیف کرده‌است. منتخب الاثر فی الامام الثانی عشر از آثار اوست.

## درگذشت
لطف‌الله صافی گلپایگانی در ۷ بهمن ۱۴۰۰ بر اثر بروز برخی عوارض ناشی از بیماری در بیمارستان آیت الله‌العظمی گلپایگانی قم بستری شد و در ۱۲ بهمن به دلیل ایست قلبی درگذشت. و در ١۴ بهمن ١۴٠٠ در کربلا به خاک سپرده شد.